# Ormen Lange (barco)

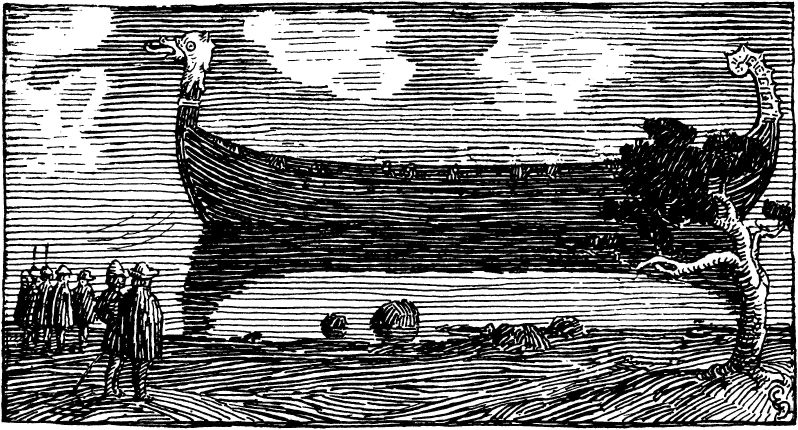
El Ormen Lange según Halfdan Egedius.

El Ormen Lange (Serpiente Larga) fue uno de los barcos drakkar vikingos más famosos. Se construyó para el rey noruego Olaf Tryggvason, y fue una de las naves más grandes y poderosas de su tiempo. La nave perteneció en su origen a Raud el Fuerte, pero Olaf se apropió de ella junto a otras riquezas del caudillo pagano tras ejecutarle por no aceptar la conversión al cristianismo.
El barco supuestamente poseía 34 cuartos, es decir, tenía 34 pares de remos para una tripulación de 68 remeros, además de miembros de la tripulación adicionales. Confrontando con evidencias arqueológicas —por ejemplo el barco de Gokstad—, el Ormen Lange tendría alrededor de 45 metros de largo.
El barco fue el último en caer en la batalla de Svolder donde Olaf murió a manos de una alianza de sus enemigos cerca del año 1000. Su historia se cuenta en la tradicional balada (Kvæði) feroesa intitulada Ormurin Langi.